# Coupe d'Italie de football 1989-1990
Navigation
Coupe d'Italie 1988-1989 Coupe d'Italie 1990-1991
La Coupe d'Italie de football 1989-1990, est la 43e édition de la Coupe d'Italie.
La compétition change de formule cette saison, au premier tour les quarante-huit sont appairées par tirage au sort et ne jouent qu'un seul match. Les 24 vainqueurs jouent le deuxième tour avec la même formule, les douze vainqueurs sont ensuite répartis en quatre groupes de trois. Lors de ce troisième tour les équipes se rencontrent une seule fois, les quatre premiers de groupe sont qualifiés pour les demi-finales qui se jouent en match aller et retour comme la finale.

## Résultats

### Demi-finales
Les matchs des demi-finales se déroulent le 31 janvier et le 14 février 1990.
| Équipe   | Aller | Total | Retour | Équipe  |
| -------- | ----- | ----- | ------ | ------- |
| Juventus | 2 - 0 | 4 - 3 | 2 - 3  | AS Roma |
| AC Milan | 0 - 0 | 3 - 1 | 3 - 1  | Napoli  |

### Finale
| Finale aller    | Juventus | 0 - 0   | AC Milan | stadio communale, Turin   |                           |
| 28 février 1990 |          | (0 - 0) |          | Arbitrage : Pietro D'Elia | Arbitrage : Pietro D'Elia |

---
| Finale retour | AC Milan | 0 - 1   | Juventus | stade Giuseppe-Meazza, Milan |                           |
| 25 avril 1990 |          | (0 - 1) |          | Arbitrage : Pietro D'Elia    | Arbitrage : Pietro D'Elia |

La Juventus remporte sa huitième coupe d'Italie.